# 色，戒
《色，戒》是小說家張愛玲撰寫的短篇小說。

## 故事背景
《色，戒》的故事背景設定在第二次世界大戰期間，於太平洋戰爭發生之前後的上海與香港（1939年—1942年），描述一名為中華民國國民政府服務的大學話劇團裡的年輕女演員王佳芝，自願充當性誘餌，密謀暗殺國民政府裡的一名特工易先生。

## 出版
起初小說於1978年4月11日在台灣《中國時報》「人間副刊」連載，後收錄在一本名為《惘然記》的張愛玲短篇小說集中，由台灣皇冠出版社出版。

## 來源
《色，戒》源自張愛玲在1950年代寫成的英文短篇《諜戒》（The Spyring，但該作品曾一度被命名為《請客請客》），其原文曾僅存於張愛玲與友人間的往返書信中，因此一直未有實際發表，直至2008年3月，才在香港的文化雜誌《瞄》中全文刊載。

## 改編作品

### 電影
- 2007年改編成同名電影，由李安執導[5]。